# Andreas Pečar
Andreas Pečar (* 11. November 1972 in Freiburg im Breisgau) ist ein deutscher Neuzeithistoriker und Hochschullehrer an der Universität Halle-Wittenberg.

## Leben und Wirken
Pečar studierte Geschichte und Germanistik an den Universitäten Freiburg und Köln und erlangte den Magister-Abschluss 1997. Von 1999 bis 2001 war er wissenschaftlicher Mitarbeiter an der Universität zu Köln. Er wurde 2002 mit einer Arbeit über den höfischen Adel am Kaiserhof Karls VI. promoviert. Sein akademischer Lehrer war Johannes Kunisch. Von 2001 bis 2009 war er Assistent an der Universität Rostock und 2005/06 als Fedor Lynen Fellow der Alexander-von-Humboldt-Stiftung am Queen Mary College. Nach der Habilitation und einer Lehrstuhlvertretung (von Markus Völkel) an der Universität Rostock sowie einer Vertretungsprofessur in Halle wurde er 2010 Professor für Geschichte der Frühen Neuzeit in Halle. Im Jahr 2014 wurde er Sprecher des Landesforschungsschwerpunkts Aufklärung – Religion – Wissen.
Er ist Mitglied der Historischen Kommission für Sachsen-Anhalt und im Kuratorium der Stiftung Leucorea. Er war Stipendiat der Studienstiftung des Deutschen Volkes und Heisenberg-Stipendiat der DFG. 2007/08 war er am Exzellenzcluster Kulturelle Grundlagen von Integration in Konstanz.
Er befasst sich mit politischer Kulturgeschichte (Herrschaftslegitimation, Politischer Biblizismus, Herrschaftsrepräsentation, Hofkultur, Adelsgeschichte) und Aufklärungsforschung (mit Schwerpunkt Selbstinszenierung der Aufklärer und Dekonstruktion der Aufklärung). Unter anderem forschte er zu Friedrich II. von Preußen als Schriftsteller.
Am 1. Februar 2019 wurde Andreas Pečar zum Vorsitzenden der Historischen Kommission für Sachsen-Anhalt gewählt. Sein Nachfolger wurde am 24. Februar 2023 Christoph Volkmar.

## Schriften (Auswahl)
- als Herausgeber mit Michael Kaiser: Der zweite Mann im Staat. Oberste Amtsträger und Favoriten im Umkreis der Reichsfürsten in der Frühen Neuzeit (= Zeitschrift für historische Forschung. Beiheft. 32). Duncker und Humblot, Berlin 2003, ISBN 3-428-11116-8.
- Die Ökonomie der Ehre. Der höfische Adel am Kaiserhof Karls VI. (1711–1740). Wissenschaftliche Buchgesellschaft, Darmstadt 2003, ISBN 3-534-16725-2 (Zugleich: Köln, Universität, Dissertation, 2001).
- Ein Prinz von Geblüt auf dem Abstellgleis. Prinz Heinrich als Politiker. In: Stiftung Preußische Schlösser und Gärten Berlin-Brandenburg. Jahrbuch. 4, 2001/2002, ISSN 2192-4538, S. 113–124.
- Gab es eine höfische Gesellschaft des Reiches? Rang- und Statuskonkurrenz innerhalb des Reichsadels in der ersten Hälfte des 18. Jahrhunderts. In: Harm Klueting, Wolfgang Schmale (Hrsg.): Das Reich und seine Territorialstaaten im 17. und 18. Jahrhundert. Aspekte des Mit-, Neben- und Gegeneinander (= Historia profana et ecclesiastica. Geschichte und Kirchengeschichte zwischen Mittelalter und Moderne. 10). Lit, Münster 2004, ISBN 3-8258-7414-1, S. 183–205.
- Das Hofzeremoniell als Herrschaftstechnik? Kritische Einwände und methodische Überlegungen am Beispiel des Kaiserhofes in Wien (1660–1740). In: Ronald G. Asch, Dagmar Freist (Hrsg.): Staatsbildung als kultureller Prozeß. Strukturwandel und Legitimation von Herrschaft in der Frühen Neuzeit. Böhlau, Köln u. a. 2005, ISBN 3-412-11705-6, S. 381–404.
- Zeichen aristokratischer Vortrefflichkeit. Hofzeremoniell und Selbstdarstellung des höfischen Adels am Kaiserhof (1648–1740). In: Marian Füssel, Thomas Weller (Hrsg.): Ordnung und Distinktion. Praktiken sozialer Repräsentation in der ständischen Gesellschaft (= Symbolische Kommunikation und gesellschaftliche Wertesysteme. 8). Rhema, Münster 2005, ISBN 3-930454-55-6, S. 181–197.
- Das symbolische Kapital der Ahnen. Genealogische Inszenierungen Herzog Ulrichs von Mecklenburg in Güstrow. In: Kornelia von Berswordt-Wallrabe (Hrsg.): Schloß Güstrow. Prestige und Kunst 1556–1636. Staatliches Museum Schwerin, Güstrow 2006, ISBN 3-86106-091-4, S. 38–43 u. 218–219 (Ausstellungskatalog).
- Am Rande des Alten Reiches? Mecklenburgs Stellung im Alten Reich am Beispiel landständischer Repräsentation und kaiserlichen Einflusses. In: Matthias Manke, Ernst Münch (Hrsg.): Verfassung und Lebenswirklichkeit. Der Landesgrundgesetzliche Erbvergleich von 1755 in seiner Zeit (= Veröffentlichungen der Historischen Kommission für Mecklenburg. Reihe B: Schriften zur mecklenburgischen Geschichte. NF 1). Schmidt-Römhild, Lübeck 2006, ISBN 3-7950-3742-5, S. 201–223.
- als Herausgeber mit Kai Trampedach: Die Bibel als politisches Argument. Voraussetzungen und Folgen biblizistischer Herrschaftslegitimation in der Vormoderne (= Historische Zeitschrift. Beiheft. NF 43). Oldenbourg, München 2007, ISBN 978-3-486-64443-2.
- Macht der Schrift. Politischer Biblizismus in Schottland und England zwischen Reformation und Bürgerkrieg (1534–1642) (= Veröffentlichungen des Deutschen Historischen Instituts London. 69). Oldenbourg, München 2011, ISBN 978-3-486-70101-2 (Zugleich: Rostock, Universität, Habilitations-Schrift, 2009).
- Autorität durch Autorschaft? Friedrich II. als Militärschriftsteller. Antrittsvorlesung, gehalten am 18. Januar 2012 (= Hallesche Universitätsreden. 4). Universitätsverlag Halle-Wittenberg, Halle (Saale) 2013, ISBN 978-3-86977-067-3.
- mit Damien Tricoire: Falsche Freunde. War die Aufklärung wirklich die Geburtsstunde der Moderne? Campus, Frankfurt am Main u. a. 2015, ISBN 978-3-593-50474-2.
- Die Masken des Königs. Friedrich II. von Preußen als Schriftsteller. Campus, Frankfurt am Main u. a. 2016, ISBN 978-3-593-50532-9.
- als Herausgeber mit Holger Zaunstöck, Thomas Müller-Bahlke: Wie pietistisch kann Adel sein? Hallescher Pietismus und Reichsadel im 18. Jahrhundert (= Quellen und Forschungen zur Geschichte Sachsen-Anhalts. 10). Mitteldeutscher Verlag, Halle (Saale) 2016, ISBN 978-3-86977-067-3.
- als Herausgeber mit Andreas Erb, Frank Kreißler: Unser Franz – Das Bild des Fürsten Franz von Anhalt-Dessau im Urteil der Nachwelt (1817–1945). Mitteldeutscher Verlag, Halle (Saale) 2018, ISBN 978-3-96311-027-6.
- mit Marianne Taatz-Jacobi: Die Universität Halle und der Berliner Hof (1691–1740). Eine höfisch-akademische Beziehungsgeschichte (= Wissenschaftskulturen. Reihe III: Pallas Athene. 55). Franz-Steiner-Verlag, Stuttgart 2021, ISBN 978-3-515-12910-7.